# گدارسبز
گدارسبز، روستایی از توابع شهرستان بافت بخش خبر، دهستان دشتاب، منطقه گوشک و دارای جنگلهای بکر و طبیعتی دست نخورده‌است. معادن منگنز و کرومیت از دیگر منابع این روستا است

## جمعیت
این روستا در بخش خبر دهستان گوشک قرار دارد و براساس سرشماری مرکز آمار ایران سرشماری عمومی نفوس و مسکن در سال ۱۳۹۵، جمعیت آن ۲۰۳ نفر (۶۴ خانوار) بوده‌است.

## اقلیم
ارتفاع این روستا از سطح دریا ۲۱۰۹ متر می‌باشد. بالاترین نقطه نزدیک این مکان به فاصله ۳٫۶ کیلومتری در جنوب غربی کوهی به ارتفاع ۲۸۷۴ متر از سطح دریا می‌باشد؛ و بعد از آن کوه بنه هووئیه با ارتفاع ۳۱۷۵ متر می‌باشد.
وضعیت پوشش گیاهی گدارسبز یک اقلیم درختچه می‌باشد. دمای متوسط هوا ۲۱ درجه سانتیگراد در سال می‌باشد؛ و ماه ژانویه سردترین ماه سال با دمای متوسط ۵ درجه سانتیگراد و گرمترین ماه سال ماه ژوئیه با متوسط ۳۳ درجه سانتیگراد می‌باشد. میانگین بارندگی سالیانه ۲۵۹ میلیمتر در سال و ماه فوریه مرطوبترین ماه سال با میانگین ۶۸ میلیمتر و خشکترین ماه سال ماه ژوئن با ۳ میلیمتر بارش می‌باشد.